# زیپ۲
زیپ۲ ((به انگلیسی: Zip2) تلفظ زیپ تو، به معنای «شتافتن به») شرکتی آمریکایی بود که نرم‌افزار راهنمای سفر آنلاین را به روزنامه‌ها ارائه می‌داد. این شرکت در سال ۱۹۹۵ توسط گرگ کوری (به انگلیسی: Greg Kouri) و برادران ایلان و کیمبال ماسک با نام Global Link Information Network در پالو آلتو، کالیفرنیا تأسیس شد. این شرکت در ابتدا برای کسب‌و‌کارهای محلی امکان حضور در فضای اینترنت را فراهم می‌کرد،: 61  اما بعداً شروع به کمک به روزنامه‌ها در طراحی راهنمای سفر آنلاین کرد و در نهایت در سال ۱۹۹۹ توسط شرکت کامپک خریداری شد.

## تاریخچه
شرکت Global Link Information Network در سال ۱۹۹۵ توسط برادران ماسک یعنی ایلان و کیمبال ماسک به همراه گرگ کوری در پالو آلتو، کالیفرنیا با پول جمع‌آوری شده یک گروه کوچک از سرمایه‌گذاران فرشته‌ به همراه ۸,۰۰۰ دلار از جانب کوری تأسیس شد. در زندگی‌نامه کنونی ماسک نوشته اشلی ونس، ادعا شده است که پدر ماسک، ارول ماسک در این زمان ۲۸,۰۰۰ دلار به آنها داده است،:Ch.4 اما ماسک بعدها این موضوع را انکار کرده است. ایلان ماسک بعدها توضیح داد که پدرش حدود ۱۰٪ از ۲۰۰,۰۰۰ دلار را به عنوان بخشی از دور بعدی تامین سرمایه فراهم کرده بود.